# Абетоне
Абетоне (итал. Abetone) — в прошлом коммуна в Италии, с 2017 года фракция в коммуне Абетоне Кутильяно провинции Пистоя региона Тоскана.
До 31 декабря 2016 года это была итальянская коммуна с населением около 600 человек, которая была создана в 1936 году после принятия Королевского указа № 1297 от 14 июня 1936 года с участием части коммуны Фьюмальбо и Кутильяно. 1 января 2017 года образована новая коммуна Абетоне Кутильяно.
Население составляет 167 человека (2011), плотность населения составляет 5,39 чел./км². Занимает площадь 31 км². Почтовый индекс — 51021. Телефонный код — 0573.
Покровителем населённого пункта считается Леопольд Святой, отмечается 15 ноября.

## Администрация коммуны
- Официальный сайт: https://web.archive.org/web/20060830031853/http://www.comune.abetone.pt.it/